# Chanteuse de cabaret
Pour plus de détails, voir Fiche technique et Distribution.
Chanteuse de cabaret (titre original : Torch Singer) est un film américain en noir et blanc réalisé par Alexander Hall et George Somnes (en), sorti en 1933.

## Synopsis
Sally Trent a un enfant illégitime mais, ne pouvant s'en occuper, elle et le donne pour être adopté. Le père, Michael Gardner, part pour la Chine sans savoir pour le bébé ; Sally suppose qu'il l'a abandonnée définitivement. Elle obtient un emploi de chanteuse, change son nom en Mimi Benton et devient célèbre pour sa consommation d'alcool et d'hommes. Elle participe à une émission radiophonique pour enfants dans lequel elle incarne le personnage de « Tante Jenny », chantant et racontant des histoires. Elle finit par utiliser l’émission pour retrouver sa fille, abandonner son style de vie sauvage, et retrouver Michael.

## Fiche technique
- Titre : Chanteuse de cabaret
- Titre original : Torch Singer
- Réalisation : Alexander Hall et George Somnes (en)
- Scénario : Lenore J. Coffee (en) et Lynn Starling (en)
  - d'après la nouvelle Mike de Grace Perkins (en), parue dans la revue Liberty du 20 au 27 mai 1933
- Musique : Ralph Rainger
- Costumes : Travis Banton
- Photographie : Karl Struss
- Montage : Eda Warren (non créditée)
- Producteur : Albert Lewis (non crédité)
- Société de production et de distribution : Paramount Pictures
- Pays de production :  États-Unis
- Langue originale : anglais américain
- Format : noir et blanc — 35 mm — 1,20:1 — son : mono (Western Electric Noiseless Recording)
- Genre : drame, film musical
- Durée : 71 min
- Dates de sortie : 
  - États-Unis :  8 septembre 1933
  - France : 2 février 1934

## Distribution
- Claudette Colbert : Sally Trent/Mimi Benton
- Ricardo Cortez : Tony Cummings
- David Manners : Michael 'Mike' Gardner
- Lyda Roberti (en) : Dora Nichols
- Baby LeRoy : Bobby, le bébé de Dora à 1 an
- Charley Grapewin : Andrew 'Juddy' Judson
- Sam Godfrey : Harry, le Speaker
- Florence Roberts : Mère Angelica
- Virginia Hammond (en) : Mme Julia Judson
- Mildred Washington (en) : Carrie, l'employée de maison de Mimi
- Cora Sue Collins (en) : Sally à 5 ans
- Helen Jerome Eddy : Miss Spaulding
- Albert Conti : Carlotti
- Ethel Griffies : Agatha Alden
- Jean Acker : la patronne du nightclub (non créditée)